# Partenza del Bucintoro per san Nicolò di Lido il giorno dell'Ascensione
La Partenza del Bucintoro per san Nicolò di Lido il giorno dell'Ascensione è un dipinto di Francesco Guardi, eseguito con la tecnica della pittura a olio su tela e conservato presso il Museo del Louvre. Noto anche col titolo Il doge sul Bucintoro presso la riva di Sant'Elena, fa parte della serie Solennità dogali, composta da 12 dipinti.

## Storia
Nel 1766 il Canaletto ricevette la commissione da Lodovico Furlanetto, mercante di stampe, per la realizzazione di dodici disegni che rappresentassero le feste che si svolsero a Venezia nel 1763 in occasione dell'elezione del Doge Alvise IV Mocenigo
Il committente fece poi incidere detti disegni su lastre di rame da Giambattista Brustolon, così feste come l’Incoronazione del Doge, lo Sposalizio del Mare, la Festa della Salute, le celebrazioni del Giovedì grasso, il Ricevimento degli ambasciatori,  la Processione del Corpus Domini, vennero rappresentate in una nuova veste non più pittorica.  Il Canaletto non era comunque nuovo a questo tipo di lavoro, aveva compreso il valore pubblicitario della riproduzione incisoria dei suoi lavori. Le lastre sono conservate al Museo Correr dal 1955.
Queste lastre ebbero molto successo, tanto da essere ricopiate da più artisti, fra questi Francesco Guardi che ne fece di ognuna una riproduzione in olio su tela, talmente esatta che  i dipinti vennero per molto tempo considerati del Canaletto stesso, anche se il Guardi riuscì a trasformare l'impianto canalettiano, inserendo una formicolante stesura pittorica, di piccole figure vitali, macchiette, meno slabbrate dande all'insieme una forma e un colore di segno nuovo.
I dipinti durante l'occupazione francese del 1797  vennero confiscati dalla collezione di Count de Pestre de Seneffe e divisi in vari musei, alcuni al Louvre , uno a Bruxelles, due a Nantes, uno a Tolosa e uno a Grenoble. La volontà di riunire i dipinti ha permesso che il dipinto a Tolosa potesse essere cambiato con una pittura sempre del Guardi e un ritratto di Ingres nel 1952 portando a 10 il numero di dipinti conservati a Parigi.

## Descrizione
Il dipinto rappresenta la festa che si svolge nel giorno dell'Ascensione, chiamata la festa della Sensa.  
La festa doveva ricordare l'anniversario della  conquista della Dalmazia nel 1000 d.c. del doge Pietro II Orseolo. La cerimonia vuole che il doge sul Bucintoro celebri il matrimonio di Venezia con il mar Adriatico lanciando un anello nelle sue acque. 
Il doge con il seguito di ambasciatori e le più alte cariche della repubblica saliva sul Bucintoro che si spostava perso il lido dove doveva svolgersi la funzione dello sposalizio del Mare e gettando l'anello pronunciava la frase DESPONSAMUS TE, MARE, IN SIGNUM VERI PERPETUIQUE DOMINII: mare noi ti sposiamo in segno del nostro vero e perfetto dominio. Il doge con il seguito si spostava poi nella chiesa di San Nicolò per assistere alle funzioni religiose.
L'opera, che copia il disegno del Canaletto, è del genere pittorico vedutista, che vuole rappresentare i paesaggi e le città nella sua parte più vera. Canaletto e Guardi furono tra i promotori e maggiori rappresentanti di questa corrente.